# Wereldkampioenschap schaatsen allround 1923
Het Wereldkampioenschap schaatsen allround 1923 werd op 10 en 11 februari in het Östermalms Idrottsplats te Stockholm gehouden.
Titelverdediger was Harald Strøm, die in het Frogner Stadion in Kristiania wereldkampioen was geworden. Clas Thunberg won zijn eerste titel.

## Eindklassement
| Rang   | Schaatser        | Land        | Punten | 500m      | 5000m        | 1500m       | 10.000m      |
| ------ | ---------------- | ----------- | ------ | --------- | ------------ | ----------- | ------------ |
| Goud   | Clas Thunberg    | Finland     | 11     | 45,2 (1)  | 9.10,3 (2)   | 2.26,3 (2)  | 18.21,3 (6)  |
| Zilver | Harald Strøm     | Noorwegen   | 13     | 47,4 (6)  | 9.13,6 (3)   | 2.27,2 (3)  | 17.58,4 (1)  |
| Brons  | Jakov Melnikov   | Sovjet-Unie | 14     | 47,0 (4)  | 9.06,2 (1)   | 2.30,4 (6)  | 18.09,0 (3)  |
| 4      | Roald Larsen     | Noorwegen   | 17     | 47,6 (7)  | 9.17,8 (5)   | 2.24,9 (1)  | 18.14,4 (4)  |
| 5      | Ole Olsen        | Noorwegen   | 24     | 49,3 (13) | 9.16,5 (4)   | 2.29,5 (5)  | 17.59,9 (2)  |
| 6      | Julius Skutnabb  | Finland     | 25     | 48,0 (8)  | 9.20,4 (6)   | 2.28,0 (4)  | 18.23,2 (7)  |
| 7      | Oskar Olsen      | Noorwegen   | 36     | 45,9 (2)  | 9.23,3 (8)   | 2.34,1 (15) | 18.48,4 (11) |
| 8      | Eric Blomgren    | Zweden      | 36     | 48,4 (9)  | 9.29,1 (10)  | 2.31,6 (9)  | 18.28,3 (8)  |
| 9      | Fridtjof Paulsen | Noorwegen   | 37     | 49,6 (14) | 9.22,4 (7)   | 2.30,8 (7)  | 18.29,2 (9)  |
| 10     | Platon Ippolitov | Sovjet-Unie | 41     | 49,8 (15) | 9.32,8 (11)  | 2.32,5 (10) | 18.19,3 (5)  |
| 11     | Asser Wallenius  | Finland     | 42     | 46,9 (3)  | 9.53,0 (16)  | 2.32,6 (11) | 18.56,5 (12) |
| 12     | Harald Halvorsen | Noorwegen   | 42     | 47,2 (5)  | 9.49,7 (14)  | 2.31,3 (8)  | 19.17,8 (15) |
| 13     | Toivo Ovaska     | Finland     | 52     | 48,7 (10) | 9.49,3 (13)  | 2.33,5 (12) | 19.29,2 (17) |
| 14     | Karl Bergström   | Finland     | 52.5   | 51,1 (16) | 9.26,5 (9)   | 2.39,3 (17) | 18.35,3 (10) |
| 15     | Knut Sundheim    | Noorwegen   | 55     | 49,2 (12) | 9.50,8 (15)  | 2.33,8 (14) | 19.07,0 (14) |
| 16     | Werner Eriksson  | Zweden      | 58     | 48,9 (11) | 10.15,3 (18) | 2.33,6 (13) | 19.22,9 (16) |
| 17     | Gustaf Andersson | Zweden      | 59     | 51,2 (18) | 9.32,9 (12)  | 2.38,6 (16) | 19.06,6 (13) |
| 18     | Karl Johansson   | Zweden      | 69.5   | 51,1 (16) | 10.02,6 (17) | 2.39,6 (18) | 19.32,9 (18) |

* = met val
NC = niet gekwalificeerd
NF = niet gefinisht
NS = niet gestart
DQ = gediskwalificeerd